# 扩压器
扩压器是降低流速并增加通过系统的流体的静压的装置。扩压器用于在增加流体静压的同时减缓流体速度，流体的静压通过管道通常被称为压力恢复，与之相反，喷嘴通常的目的则是在增加排放速度和较低的压力的同时，在一个特定方向上引导流动。
扩压器的流体力学分析过程中的摩擦效应有时很重要，但一般情况下忽略不计。含有低速流体的管道通常可以用伯努利原理进行分析。分析在马赫数超过0.3的较高速度下流动的管道通常需要可压缩的流动关系。
典型的亚音速扩压器是在流动方向上尺寸增加的管道。随着导管尺寸的增加，流体速度降低，静压升高。质量及流量和伯努利定律都是造成这些压力和速度变化的原因。